# Istoriografia revoluției române de la 1848-1849 din Transilvania
Revoluția de la 1989 a captivat generații întregi de istorici. Mai mult, evenimentele din Transilvania au fost abordate în viziuni proprii, nu numai de către istoriografia românească, ci și de cea maghiară, germană (săsească) și austriacă. Prin urmare, o istoriografie nu numai bogată, ci și complexă, în raport cu dimensiunea europeană a evenimentului, pluralitatea problemelor ridicate și locul pe care îl ocupă în istoria modernă a României. I s-au consacrat, în consecință, mai multe colecții documentare, monografii, studii și articole, apărute în perioade diferite și purtând în destule cazuri pecetea ideologică a timpului.
Între colecțiile de documente se numără cele șase volume apărute imediat după 1900, precedate de colecția îngrijită de August Treboniu Laurian și de cea a lui Kövari laszlo. Un vast material documentar îl datorăm contribuției de excepție a lui Silviu Dragomir. De asemenea, admirabilul colectiv de cercetători de la Institutul de Istorie din Cluj Napoca, coordonați de către reputatul istoric Ștefan Pascu, documente ajunse deja la al VI-lea volum . O apariție relativ recentă și de mare valoare științifică, o constituie cele trei excelente volume de documente datorate acad.  Cornelia Bodea . Acestor colecții de documente și altora pe care nu le-am amintit, precum cea datorată lui Popescu-Râmniceanu , li se adaugă cele care se referă la o perioadă mai largă, incluzând și anul 1848 . Cel mai concludent exemplu este cel al lui Teodor V. Păcățeanu . Contribuții importante găsim și în documentele care tratează revoluția într-o anumită parte a Transilvaniei, cum este lucrarea lui Sterie Știnghe ), sau alte colecții, care, de regulă, privesc perioadă mai îndelungată din istoria transilvaniei și nu întotdeauna anume problema revoluției cum este colecția de documente datorată lui I.D. Suciu și R. Constantinescu . Tot aici trebuie amintit jurnalul de război al lui Avram Iancu .
Alături de documente au fost publicate mai multe volume de corespondență, cum este cazul lui N. Bălcescu , a lui E. Hodoș  , C.D. Aricescu , I. Ghica , Avram Iancu  etc.
Apar volume de memorii, destul de numeroase și în multe privințe importante. Cele mai cunoscute le datorăm lui V. Moldovan , Gh. Sion  și altor memorialiști între care în primul rând, cei care au răspuns inițiativei lui Alexandru Popiu Ilarian de a scrie Istoria Românilor din dacia Superioară și de a-i oferi date și informații în vederea realizării ei. Între aceștia sunt, în primul rând, cei treisprezece autori, incluși în valoroasa lucrare, datorată apreciaților istorici Nicolae Bocșan și Valeriu Leu, tratând tocmai problema în discuție: Anastasie Șandor, Partenie Gruescu, Dimitrie Petrovici Stoichescu, Vasile Ladislau Pop, Iosif Ciura, Teslovan, Ioan Rațiu, Simion Balint, Alexandru Roman, Nestor Socaciu, Francisc Mihăilașiu, Ioan Ciurileanu, Isaia Moldovan (21). Tot în contextul amintit se înscrie Ioan Oros (22), Ioan Pușcariu (23), Andrei Șaguna (24), Iosif Șterca Șuluțiu (25) etc., numărul memorialisticii transilvănene trecând de câteva zeci de autori și texte (26).
Tot aici trebuie menționate rapoartele ce ne-au rămas de la principalii conducători ai revoluției, mai întâi cel datorat lui Avram Iancu (27), iar apoi cel al lui Simion Balint și cel al lui Axente Sever (28). În raport de datele oferite de izvoarele istorice, precum cele amintite, au apărut mai multe monografii dedicate revoluției românilor din Transilvania de la 1848, cele mai recente datorându-le distinsului istoric, specialist al perioadei moderne, Liviu Maior (29) și competentului cercetător clujean Gelu Neamțu (30). Dintre celelalte monografii, anterioare celor amintite, să reținem importanta lucrare a lui N. Bălcescu privind mișcarea de la 1848 din Ardeal (31), lucrarea lui V. Popescu Râmniceanu (32), excelenta lucrare aparținând acad. Cornelia Bodea (33), cea privitoare în special la evenimentele din 1848 din banat, datorate specialistului în istoria Banatului Ioan Dimitrie Suciu (34), lucrarea lui I. Boroș (35), care privește evenimentele din 1848 de la Lugoj, lucrarea lui Victor Cheresteșiu (36), care însă nu prezintă evenimentele din partea a doua a revoluției române din Transilvania, lucrarea lui L. Loghin și C. Ucrain care privește mai ales aspecte militare ale revoluției (37) etc. Problema revoluției de la 1848 în Transilvania e prezentată, în mod firesc și în lucrările care tratează revoluția română din 1848 în ansamblul ei. Dintre acestea pot fi menționate cea datorată lui Gh. Georgescu-Buzău (38), sinteza realizată de C. Căzănișteanu, D. Berindei, M. Florescu, V. Nicolae (39), apoi cele realizate de Dan Berindei (40), de Gh. Platon (41), Apostol Stan (42), de G.D. Iscu (43) etc.
Locul cuvenit ocupă revoluția de la 1848 în toate tratatele importante de istoria românilor, indiferent de perioada în care acestea au apărut. Este cazul, în primul rând, al lui Papiu Ilarian (44), urmat, tot în secolul nouăsprezece, de Gh. Barițiu (45), apoi de ampla lucrare în 14 volume datorată, lui Alexandru Dimitrie Xenopol (46), apărute între 1888-1893, de apreciatele lucrări ale lui N. Iorga, tratând istoria românilor în 11 volume (47) și, într-o alta, pe cea a Transilvaniei (48), de lucrarea lui Constantin C. Giurăscu (49) etc. mai menționăm cele două tratate apărute sub egida Academiei Române din Istoria Transilvaniei (50) și Istoria României (51), precum și lucrarea lui Gh. Platon, consacrată perioadei moderne a istoriei noastre (52). În toate aceste lucrări, revoluția de la 1848 ocupă locul cuvenit, tratarea diferitelor ei aspecte purtând însă pecetea perioadei în care au apărut, de altfel ca și în cazul altora din cele amintite.
Urmărind problematica marii mișcări de la 1848 în transilvania, nu pot fi excluse lucrările consacrate conducătorilor acestei revoluții, cu predilecție lui Avram Iancu, despre care au scris memorabile pagini mai mulți istorici, a căror listă începe, fără nici o îndoială, cu Silviu Dragomir (53) și cu Iosif Sterca Șuluțiu de Cărpiniș, unul dintre primii biografi a lui Avram Iancu (54). Lista acestor autori continuă cu I. Georgescu (55), I. Lupaș (56), Gabriel Bălănescu (57), Al. Hodoș (58), Horia I. Urs (59), Ștefan Pascu (60), Teodor Pompiliu (61), M. Badea și Gh.I. Bodea (62), marin Mihalache (63), Florin Dudaș (64), Ioan Ranca și V. Mitre (65), Constantin P. Avram (66) etc. Cu toate acestea, nu există, până în prezent, o biografie pe măsura vieții eroului devenit legendar, care să cuprindă integral și fără omisiuni faptele sale pentru care a fost cântat și glorificat de generații întregi de români, considerent pentru care Geo Bogza apreciază că nici unuia dintre eroii sau martirii noștri din trecut nu i-am rămas atât de datori (67).
Lucrări importante s-au scris și privitor la ați lideri ai revoluției române de la 1848 din transilvania între care Simion Bărnuțiu (68), Eftimie Murgu (69), apropiatul acestuia Vasile Maniu (70), Gheorghe Barițiu (71), Alexandru Popiu-Ilarian (72), Andrei Șaguna (73), Ștefan Ludwic Roth (74), și altor lideri importanți ai revoluției. Li se adaugă lucrările dedicate unor prefecți care s-au găsit în fruntea prefecturilor constituite în timpul revoluției, precum Ioan Buteanu (75), Ioan Axente Sever (76), Simeon Balint (77), Bătrâneanu Alexandru (78), Vasile Moldovan (79), C-tin Roman Vivu (80), Nicolae Solomon (81), unor viceprefecți precum C-tin Secăreanu (82) etc., sau prefecților lui Avram Iancu, prezentați într-un singur volum, cu biografii de proporții mai reduse (83). Tot scurte biografii ale revoluționarilor de la 1848 din țările române ne sunt prezentate și într-un mic dicționar dedicat acestora (84), iar date privind viața și activitatea lor și la S. Moldovan, F. Tucă și C. Ucrain (85) etc.
În mod firesc revoluției Române de la 1848 din transilvania i s-au consacrat și u număr deosebit de mare de studii, atât de către istoricii români cât și străini. Enumerarea lor poate constitui tema unei lucrări anume, nefiind în intenția noastră o asemenea evidențiere. Vom da deci, doar câteva exemple de volume de studii. Și de data aceasta păentru transilvania trebui început tot cu Silviu Dragomir, prin volumul îngrijit de către apreciatul istoric clujean Teodor Pompiliu (ediție, introducere, note, comentarii) (86), apoi câteva din cele apărute în ultimele decenii (87).
Cu toată această bogată bibliografie nu avem încă lucrarea amplă necesară, pe măsura evenimentelor de la 1848 din spațiul românesc, deci și referitor la cele din transilvania, care să nu evite nici unul din momentele revoluției române, iar abordarea să fie făcută doar după coordonate strict științifice, știut fiind că până în 1898, ar nu numai, multe aspecte erau evitate total sau parțial, ori prezentate și interpretate tendențios. Este mai ales cazul evenimentelor ce veneau în tangență cu vecinii, care trebuiau tratate nu în lumina adevărului strict științific, ci într-o modalitate care să ne “aproprie”. S-a ajuns astfel ca în situația Transilvaniei să fie evidențiate cu prioritate evenimentele de până în toamna anului 1848 și mai puțin victoria revoluției române aici peste Carpați și războiul civil, evenimente cu nimic mai importante ca cele anterioare. Mai mult, deși românii transilvăneni au acționat doar pentru a-și apăra drepturile, proclamate în modul cel mai democratic și luptau doar în spațiul lor strămoșesc și doar pentru acest spațiu unde constituiau marea majoritate a populației, iar adversarii erau trupe străine venite din afara acestui spațiu, aparținând unor puteri care și-au impus dominația în transilvania prin forță și care prin acțiunea lor, în fapt, se opuneau realizării aspiraților cele mai firești și în deplină concordanță cu cerințele timpului, destule acțiuni ale românilor erau abordate sumar, evitate, sau, și mai grav, tratate tendențios – chiar și astăzi, - în totală contradicție cu realitatea. De aici deci necesitatea continuării demersurilor pentru cunoașterea evenimentelor de la 1848 din Transilvania așa cum s-au petrecut, iar prezentarea lor făcută după criterii strict științifice, fapt, acum, după 150 de ani de la evenimente, nu numai necesar ci și posibil.
Necesitatea unei sinteze fundamentale a evenimentelor noastre de la 1848 a fost de altfel subliniată atât înainte de 1989 cât și în lucrările recente. Bunăoară acad. Gh. Platon, în 1985, referindu-se la bibliografia Revoluției de la 1848, menționa că “În lipsa unei sinteze substanțiale – fenomenul își așteaptă încă exegetul”. (88) Iar recent o temeinică abordare a tematicii istoriografiei Revoluției române de la 1848 face specialistul în istoria modernă, prof.univ.dr. Liviu Maior, în recenta sa lucrare 1848-1849. Românii și ungurii în revoluți. Evidențiind faptul că istoriografia europeană cunoaște, în ultimele decenii, o nouă interpretare a Revoluției de la 1848, recurgându-se “la o nouă metodă menită să aducă clarificările necesare, și anume la studierea mentalității revoluționare, la punerea în valoare a sensibilității colective, aducând pe scena istoriei mulțimile și rosturile intime care le guvernează în momentele de răscruce ale revoluției”, se concluzionează că “Această nouă abordare a produs deja și ca produce în continuare redescoperirea celei mai mari și mai importante revoluții a secolului al XIX-lea”. Este apoi subliniat faptul că sub aspect ideatic revoluția pașoptistă a avut trăsături comune pe plan european, urmărind: “eliberarea țăranilor, afirmarea dezideratelor naționale și libertatea pe plan politic, prin promovarea constituționalismului și parlamentarismului”. În ce privește istoriografia românească privitoare la Revoluția de la 1848, autorul evidențiază că deși acesteia i s-au consacrat “un număr impresionant de studii, articole, monografii și colecții de documente… Ceea ce ne lipsește este însă o monografie a revoluției române de la 1848 care să surprindă desfășurarea ei pe întreg spațiul locuit de români. Lucrările apărute până în prezent sunt departe de a satisface acest deziderat”. În consecință “Până la elaborarea unei Istorii a revoluției e necesar să se realizeze unele monografii care să trateze separat evenimentele din Bucovina, banat, transilvania, Țara Românească și Moldova. Ele ar putea constitui baza unui viitor tratat mai amplu care să le înglobeze”. (89)
Lucrarea noastră își propune și ea să trateze doar evenimentele de la 1848 din Transilvania, mai ales privitor la victoria acesteia, întrucât, așa cum am arătat, deși nu este contestat acest aspect al luptei românilor transilvăneni la 1848, a fost până în prezent prea sumar abordat și nu sub toate aspectele lui importante. Așa se prezintă bunăoară activitatea Comitetului Național Român, sau constituirea celor 15 prefecturi și legiuni. Mai mult decât atât, atunci când a fost abordată problema evenimentelor din Transilvania de după cea de a treia Adunare Națională de la Blaj, prezentarea lor sa făcut mai ales în raport de anumite “clișee” exprimând “opiniile unor conducători ai Revoluției ungare”, conform cărora cei “care se împotriveau ungurilor și dezideratelor acestora… erau considerați” unelte, arme “categorie în care au fost incluși, în repetate rânduri și românii” și nu numai de către istorici străini ci și de către pretinșii istorici români, de aici decurgând alte formule-clișeu (90). Ori revoluția românilor de la 1848/1849 din Transilvania trebuie judecată după modul în care a slujit idealurilor drepte și democratice ale acestora, așa după cum în cazul altor revoluții lucrurile e firesc să fie privite la fel. Dacă revoluționarii maghiari considerau dușmani pe toți cei care contraveneau idealurilor lor - inclusiv cel de independență, situația este identică și în cazul românilor, atunci când este în discuție idealul revoluționar. Să mai reținea că acțiunile românilor s-au desfășurat doar în spațiul lor strămoșesc, în care erau majoritari și în care față de populația de altă etnie au avut o poziție democratică. Chiar și atunci când au făcut referiri la unitatea națională a tuturor românilor, referirile ai privit doar spațiul românesc, spre deosebire de programul revoluției din ungaria, care, pe nedrept, hotăra în numele românilor privitor la Transilvania.
Temeiuri suficiente deci, și nu sunt singurele, care evidențiază necesitata continuării investigației istorice cu privire la revoluția de la 1848. Este și motivul pentru care apar mereu lucrări, studii etc. referitor la acest moment cu totul aparte din istoria Europei, prin urmare și a Transilvaniei, privitor la care ne-am referit deja.